# Park-šuma Šijanska šuma
44°53′0″N 13°53′2″E / 44.88333°N 13.88389°E
Šijanska šuma (tal. Bosco Siana, njem. Kaiserwald) park šuma koja se nalazi svega 2 kilometra od strogog centra grada Pule. Ispresijecana je uskim vijugavim puteljcima. Površina park šume Šijana iznosi 152,13 ha, a karakteristični su uneseni elementi listača i četinjača. 
Pojedine vrste zbog svoje impozantnosti ili raritetnosti, npr. primjerci hrasta plutnjaka (Quercus suber), hrasta medunca (Quercus pubescens) te brucijskog bora (Pinus brutia) predstavljaju posebnu vrijednost. 
U dosadašnjim detaljnim istraživanjima park šuma Šijana opisuje se kao zajednica hrasta medunca i bijelog graba, a neposredna blizina morske obale, s vegetacijskim područjem hrasta crnike, razlog je što se na toplijim položajima u šumi češće pojavljuje crnika.
Uz Šijansku šumu vezuje se priča kako su na Veliki petak 1271. godine članove imućne i ugledne pulske obitelji Castropola ubili urotnici. Vjerni sluga uspio je spasiti samo muško dijete i smjestiti ga u franjevački samostan, gdje je i odraslo. Kasnije je, u znak zahvalnosti, Šijanu poklonio tom samostanu. Godine 1860. upravu nad šumom preuzima ratna mornarica.
Početkom 20. stoljeća nazivala se Carskom šumom (Kaiserwald), kada je služila za odmor i rekreaciju austrougarske vojske i gospode. Brojni izletnici dolaze u šumu raznim prijevoznim sredstvima: kočijama, automobilima, biciklima pa se već tada ističe potreba za njezinim uređenjem i povezivanjem tramvajskom prugom s centrom.